# Bayport (Minnesota)
Bayport es una ciudad ubicada en el condado de Washington en el estado estadounidense de Minnesota. En el Censo de 2010 tenía una población de 3471 habitantes y una densidad poblacional de 762,76 personas por km².

## Geografía
Bayport se encuentra ubicada en las coordenadas 45°1′1″N 92°47′0″O / 45.01694, -92.78333. Según la Oficina del Censo de los Estados Unidos, Bayport tiene una superficie total de 4.55 km², de la cual 4.54 km² corresponden a tierra firme y (0.17%) 0.01 km² es agua.

## Demografía
Según el censo de 2010, había 3471 personas residiendo en Bayport. La densidad de población era de 762,76 hab./km². De los 3471 habitantes, Bayport estaba compuesto por el 73.18% blancos, el 19.13% eran afroamericanos, el 4.78% eran amerindios, el 1.47% eran asiáticos, el 0% eran isleños del Pacífico, el 0.23% eran de otras razas y el 1.21% pertenecían a dos o más razas. Del total de la población el 4.15% eran hispanos o latinos de cualquier raza.